# Mikasa (Schiff)
Die Mikasa (japanisch 三笠) ist ein Schlachtschiff (Einheitslinienschiff) der Kaiserlich Japanischen Marine und war das Flaggschiff des Admirals Tōgō Heihachirō während des Russisch-Japanischen Krieges von 1904/1905. Sie wurde nach dem Berg Mikasa in der Stadt Nara benannt und ist heute das letzte erhaltene Schlachtschiff aus der Vor-Dreadnought-Ära.

## Geschichte
Die Mikasa, benannt nach dem Berg Mikasa in der Präfektur Nara, wurde am 24. Januar 1899 in Barrow-in-Furness auf Kiel gelegt, am 8. November 1900 vom Stapel gelassen und am 1. März 1902 fertiggestellt. Das Schiff verließ Großbritannien am 13. März und traf am 18. Mai in Yokosuka ein.

### Russisch-Japanischer Krieg
Zu Beginn des Russisch-Japanischen Krieges wurde die Mikasa unter dem Kommando von Kapitän Hikojirō Ijichi der Ersten Division der Ersten Flotte zugeteilt.

### Angriff auf Port Arthur
In der Nacht zum 9. Februar 1904 griffen zehn Zerstörer den russischen Marinestützpunkt Port Arthur an, in dem sich Teile der russischen Pazifikflotte befanden. Nachdem die Mikasa um 11:10 Uhr Port Arthur erreicht hatte, eröffneten mehrere Küstenbatterien das Feuer auf das Schiff. Admiral Togo entschied sich dafür, gleichzeitig die Küstenbatterien und die russische Flotte anzugreifen. Die Mikasa änderte ihren Kurs nach Backbord und steuerte auf das russische Geschwader zu, wobei die 305-mm-Geschütze die Küstenbatterien bestrichen während die 152-mm-Kanonen auf die russischen Schiffe feuerten. Dabei wurde die Mikasa von zwei 254-mm-Granaten getroffen. Um 12:20 Uhr erkannte Togo, dass er nicht gleichzeitig gegen die Flotte und die Küstenbatterien ankämpfen konnte und drehte nach Süden ab.

### Seeschlacht im Gelben Meer
Nachdem die japanische 3. Armee Anfang August die äußeren Verteidigungsanlagen von Port Arthur erreicht hatte, beschloss Admiral Withöft, einen Ausbruch zu wagen. Um 12:25 Uhr sichteten die beiden Schlachtflotten einander südlich von Encounter Rock in einer Entfernung von etwa 19 km. Kurz nach 13:00 Uhr eröffnete die Mikasa das Feuer auf die herannahenden Zessarewitsch und Retwizan aus einer Entfernung von 13 km. Beide erwiderten das Feuer, aber die Entfernung war zu groß und keine der beiden Seiten erzielte einen Treffer. Um 13:25 Uhr befand sich die Mikasa zusammen mit dem Rest von Togos Division nun auf annähernd parallelem Kurs zu Withöfts Geschwader. Die Japaner eröffneten erneut das Feuer in Richtung der Zsarewitsch und der Retwizan, die das Feuer erwiderten. Dabei wurde die Mikasa zwischen 13:33 Uhr und 13:37 Uhr zweimal getroffen, wodurch ihr Funk ausgeschaltet und der Großmast beschädigt wurde. Um 17:35 Uhr hatte sich die Mikasa bis auf 8 km an die Poltawa angenähert und eröffnete das Feuer auf sie. Um 18:00 Uhr wurde der hintere Geschützturm der Mikasa zweimal getroffen. Um 18:30 Uhr hatte sich die Entfernung auf 7 km verringert und die Mikasa feuerte auf die Zessarewitsch, während sie von der Sewastopol und der Retwizan getroffen wurde. Kurz vor Sonnenuntergang war die Mikasa so schwer beschädigt, dass Admiral Togo die Schlacht abbrach.

### Tsushima
Am frühen Morgen des 27. Mai wurde die russische Flotte unter dem Kommando von Vizeadmiral Roschestwenski bei der Anfahrt auf die Koreastraße gesichtet. Nachdem Amiral Togo informiert worden war, verließ die Mikasa zusammen mit der 1. Flotte gegen 6:30 Uhr die Chinhae-Bucht und den Kadŏk-Kanal auf östlichem Kurs. Um 13:30 Uhr wurden die Japaner gesichtet und gegen 14:05 Uhr eröffnete die Knjas Suworow das Feuer auf die Mikasa, was diese kurz darauf erwiderte. Um 14:10 Uhr feuerte die Mikasa aus einer Entfernung von 6.800 Metern auf die Osljabja. Obwohl die Mikasa zu diesem Zeitpunkt bereits mehr als fünfzehnmal getroffen worden war, zeigte sie keine sichtbaren Anzeichen von Schäden. Gegen 15:00 Uhr erhielt die Knjas Suworow einen Treffer, der die Steuerung blockierte, sodass das Schiff aus der Formation fiel, wodurch der Rest der Flotte durcheinander geriet. Im weiteren Verlauf der Schlacht konzentrierte die Mikasa ihr Feuer auf die Borodino und die Imperator Alexander III., bevor sie gegen 19:30 Uhr das Feuer einstellte.

### Nachkriegszeit
Eine Woche nach der Unterzeichnung des Friedensvertrages von Portsmouth am 5. September, der den Russisch-Japanischen Krieges beendete, sank die Mikasa nach einer Munitionsexplosion am 12. September 1905 im Hafen der Stadt Sasebo. Durch die Explosion wurde das Schiff schwer beschädigt und 339 Mann der 935 Mann zählenden Besatzung wurden getötet. Weitere 343 Mann wurden verletzt.
Das Schiff wurde später aus dem elf Meter tiefen Hafenbecken geborgen, 1907 wieder in Dienst gestellt und bis 1921 als Küstenverteidigungsschiff eingesetzt. Durch die Entwicklung neuerer Kriegsschiffe verlor es jedoch schnell an Bedeutung und wurde schließlich 1921 außer Dienst gestellt. Im Jahre 1923 wurde die Mikasa in Yokosuka als Museumsschiff ausgestellt und war bis 1945 Ziel vieler Besucher. Nach der Niederlage im Zweiten Weltkrieg beschlagnahmten die amerikanischen Besatzer das Schiff und demontierten jegliche Bewaffnung. Es befand sich in der Folgezeit in einem äußerst schlechten Zustand. 1948 erhielt der Bürgermeister der Stadt Yokosuka das Schiff zurück; ein Verein zur Denkmalpflege kümmerte sich fortan um das Schiff. Die USA unterstützte die Sanierung finanziell unter der direkten Mitwirkung von Admiral Chester W. Nimitz. Die Restaurierung, die das Schiff unter Zuhilfenahme von Originalplänen von Vickers auf den Zustand von 1902 brachte, wurde am 27. Mai 1961 beendet und hatte bis dahin 180 Millionen Yen gekostet.

## Technik

### Schiffsmaße

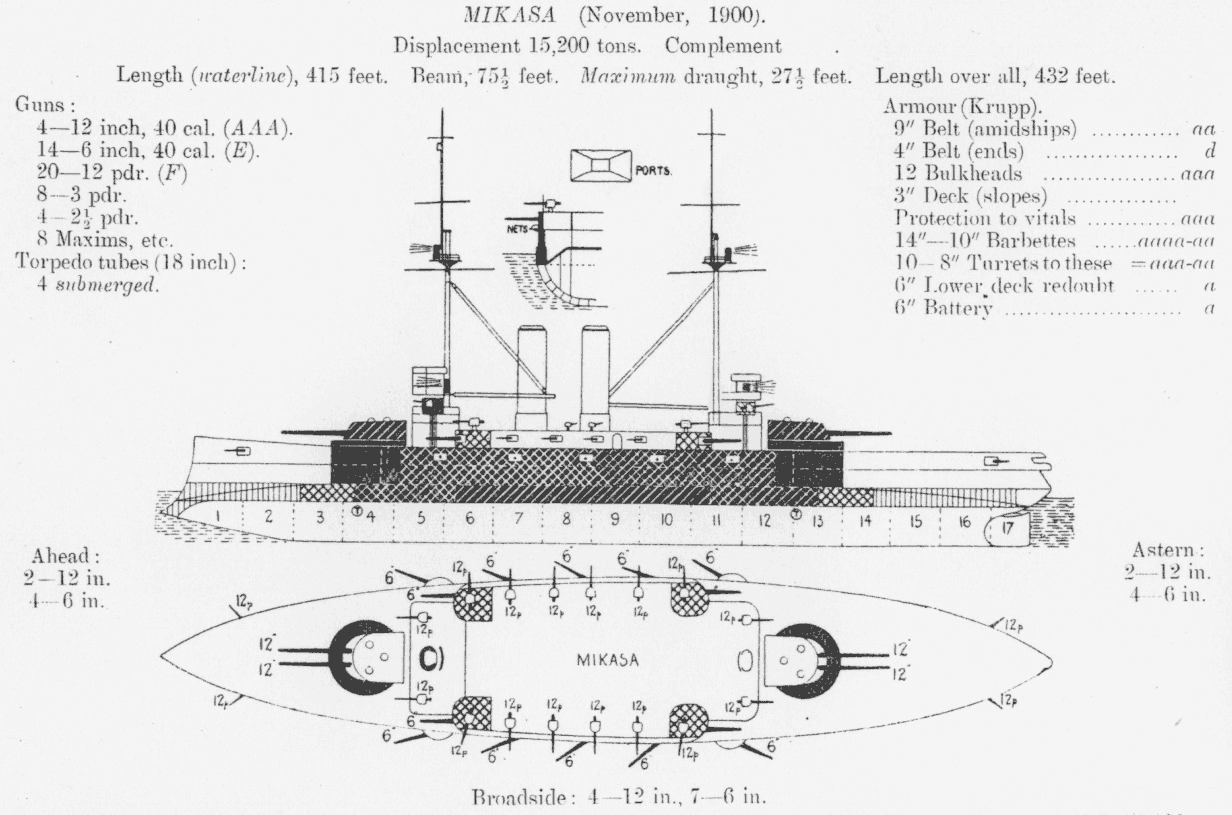
Linienschiff Mikasa in Jane’s

Das Schiff hatte eine Gesamtlänge von 131,50 m, eine Länge zwischen den Loten von 122 m und eine Kielwasserlinie von 126 m. Die Mikasa hatte eine Breite von 23 m und einen Tiefgang von 8,10 m. Die Verdrängung lag zwischen 15.382 t und 15.422 t.

### Antrieb
Die Mikasa war mit zwei Dreizylinder-Verbunddampfmaschinen ausgestattet, die jeweils eine Welle antrieben und insgesamt 15.000 ihp (11.032 kW) entwickelten, mit der sie eine Höchstgeschwindigkeit von 18 Knoten (33 km/h) erreichte. Der Dampf wurde von 25 Belleville-Wasserrohrkesseln geliefert. Das Schiff konnte maximal 1.545 t Kohle mitführen, was ihm bei 10 Knoten (19 km/h) eine Reichweite von 9.000 Seemeilen (17.000 km) ermöglichte. Die Besatzung des Schiffes bestand aus 830 Offizieren und Mannschaft.

### Bewaffnung
Die Hauptbewaffnung bestand aus vier 305-mm-Kanonen in zwei Geschütztürmen vor und hinter den Aufbauten. Die Kanonen waren auf Lafetten mit einem Seitenrichtbereich von −150 bis +150 Grad montiert. Die Kanonen selbst wogen 50 t und hatten bei einer maximalen Elevation von 15° und einer Mündungsgeschwindigkeit von 732 m/s eine Reichweite von 13.700 m. Sie verschossen 386 kg schwere Granaten mit einer Kadenz von etwa 1 Schuss pro Minute. Die Sekundärbewaffnung bestand aus vierzehn 152-mm-Geschützen in Kasematten entlang der Schiffsseiten, jeweils sieben an Steuer- und Backbord. Zur Abwehr gegen Torpedoboote war das Schiff mit zwanzig 76-mm- und sechzehn 47-mm-Schnellfeuergeschützen ausgestattet. Außerdem hatte die Mikasa vier 457-mm-Unterwassertorpedorohre installiert, zwei auf jeder Breitseite.

### Panzerung
Die Mikasa hatte einen Panzergürtel aus Krupp-Zementstahl. Mittschiffs war er 229 mm dick und verjüngte sich an seinen Enden auf 102 mm. Über dem Hauptpanzergürtel verlief ein weiterer Plankengang, der sich von der vorderen bis zur hinteren Barbette erstreckte. Die Barbetten selbst waren zwischen 203 und 356 mm dick. Die Kasematten der 152-mm-Geschütze waren 51 bis 152 mm und die Deckspanzerung 51 bis 76 mm dick. Der vordere Kommandoturm war rundherum mit 356 mm Panzerung geschützt und der hintere mit 102 mm Panzerung.